# Мосхопул
Мосхо́пул (р. н. і смерті невід.) — церковний діяч, грек, закінчив германський колегіум у Римі, можливо, вже в 1578—1579 приїхав до Острога. Гостро виступав проти Ватикану і єзуїтів. Виїхав в Московію на початку 90 рр. XVI ст., де й, очевидно, помер.